# 県庁前駅 (広島県)
県庁前駅（けんちょうまええき）は、広島県広島市中区基町にある広島高速交通広島新交通1号線（アストラムライン）の駅。

## 概要
地下街紙屋町シャレオの北端にある地下駅。
隣の本通駅とは300 mしか離れておらず、地下街紙屋町シャレオを通じて繋がっている。
アストラムラインの中枢となる駅であり、車内や駅での忘れ物は当駅に集約される。また、他駅駅係員不在時の旅客対応は、当駅の係員がインターホンを通じて行う。
コインロッカー設置駅。定期券発売駅。

## 歴史
- 1994年（平成6年）8月20日：開業[1][2]。
- 1999年（平成11年）3月20日：ダイヤ改正で新設された急行列車の停車駅となる[1]。
- 2004年（平成16年）3月20日：ダイヤ改正で急行列車が廃止[1]。
- 2009年（平成21年）8月8日：PASPY導入[1]。
- 2015年（平成27年）6月12日：構内放送とホームの発車標が新白島駅と同等のものに更新された。

## 駅構造
島式ホーム1面2線の地下駅である。

### のりば
| のりば | 路線              | 方向 | 行先           |
| ------ | ----------------- | ---- | -------------- |
| 1      | ■アストラムライン | 下り | 広域公園前方面 |
| 2      | ■アストラムライン | 上り | 本通方面       |

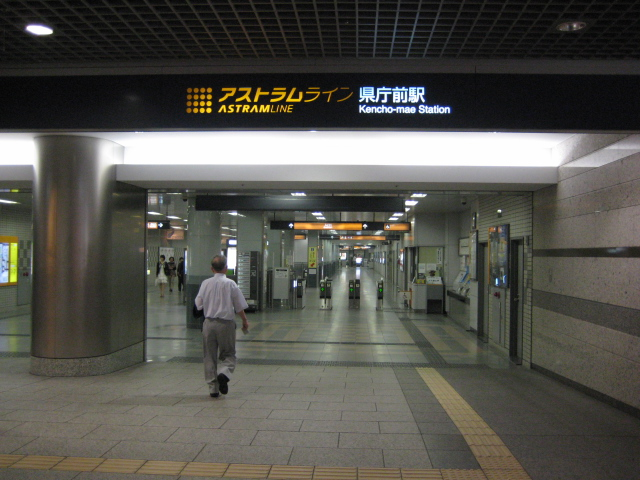
紙屋町シャレオ直結の改札口（2009年6月）
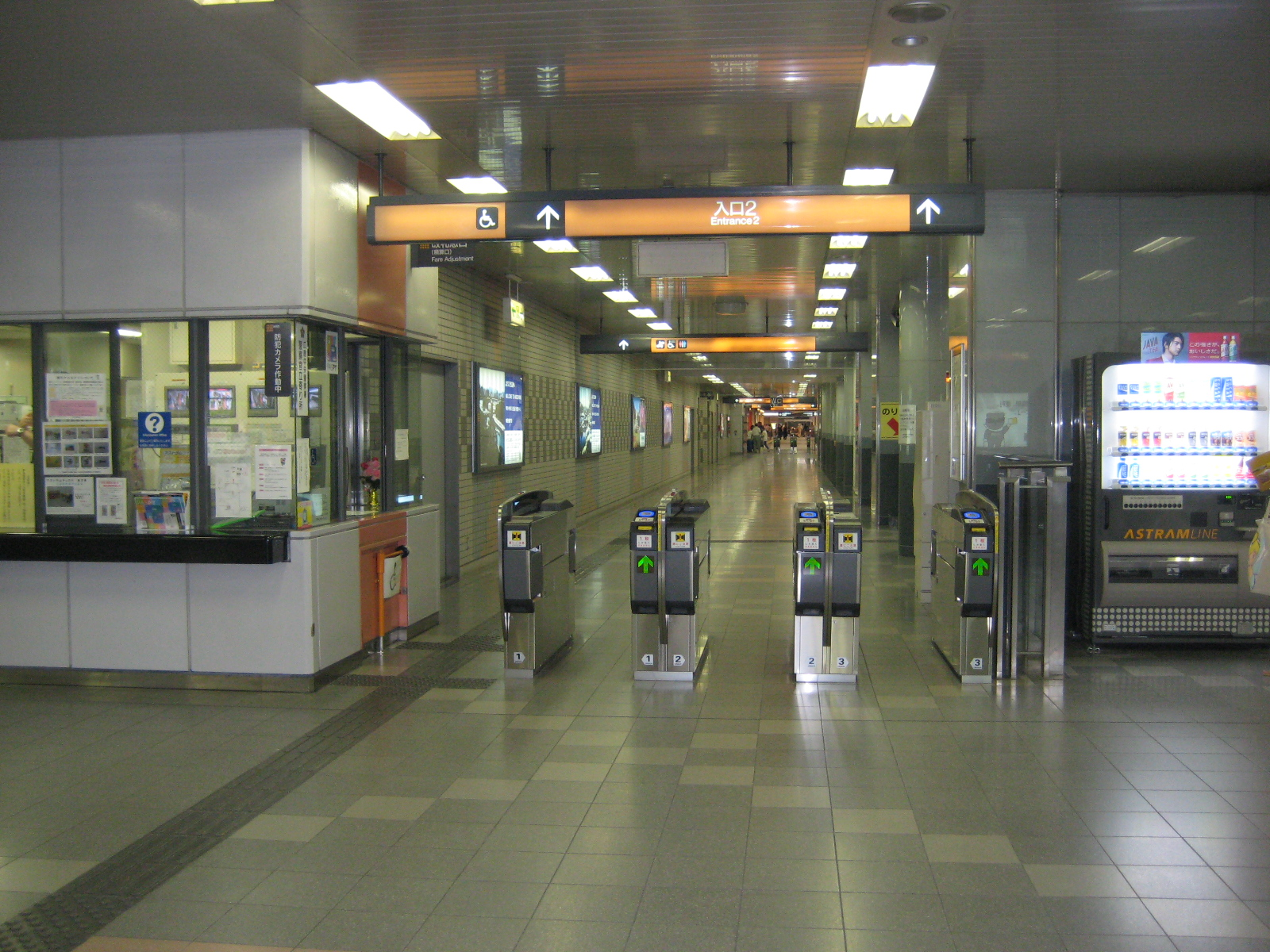
改札口2（2009年8月）
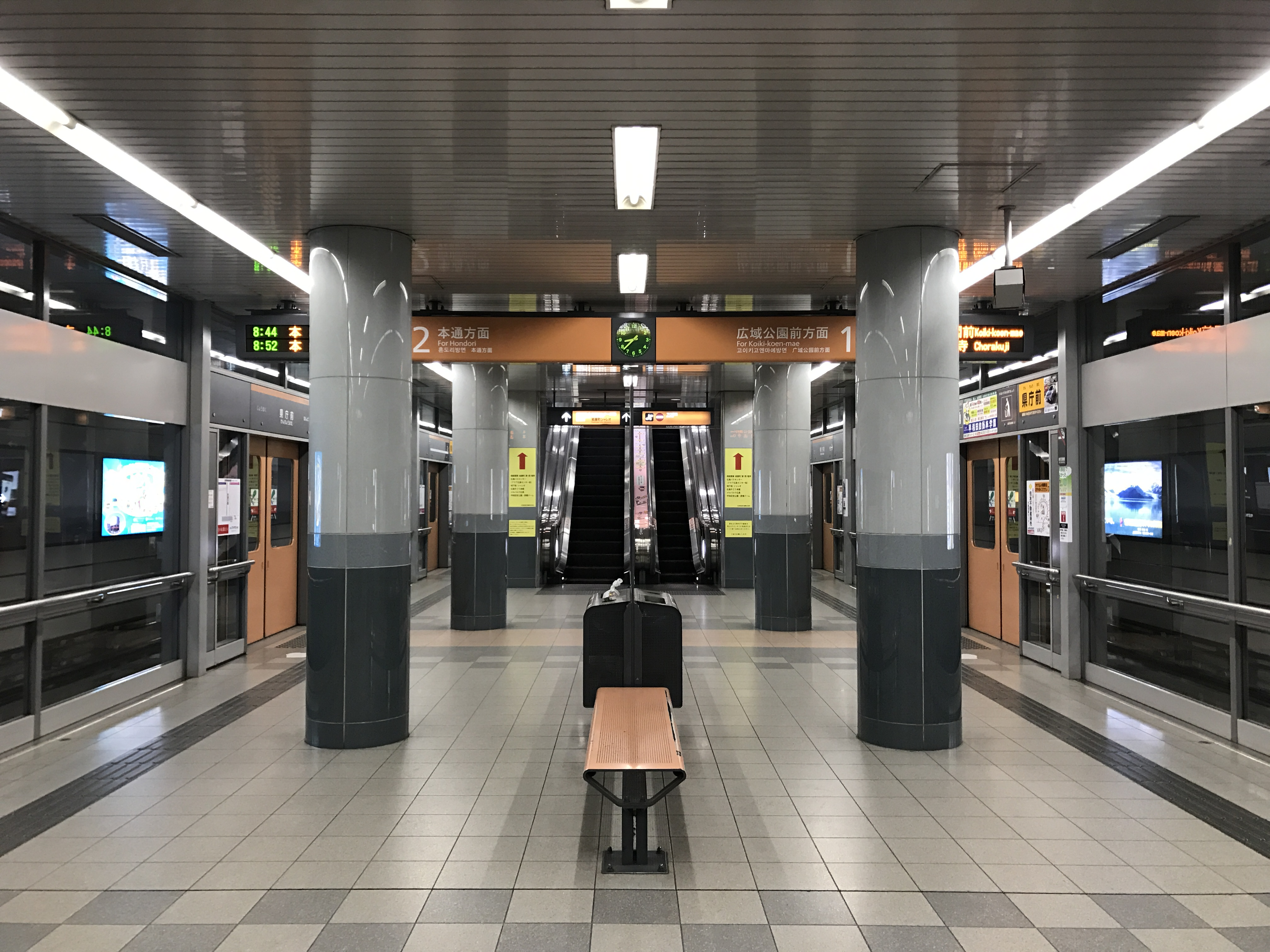
ホーム（2017年3月）

## 利用状況
以下の情報は、広島市統計書に基づいたデータである。アストラムラインでは「1年毎乗車総数」と「1年毎降車総数」の情報を公開している。1日平均乗車人員データは、年度毎の乗車総数を365（閏年は366）で割った値を小数点2位を丸めて小数点1位の値にした物である。アストラムラインのデータは1,000で丸めて提供されているので、1年毎ではプラスマイナス500の誤差があり、1日当たりでは1.4人程度の誤差が発生する。
| 年度               | 1日平均 乗車人員 | 1年毎 乗車総数 | 1年毎 降車総数 |
| ------------------ | ---------------- | -------------- | -------------- |
| 1995年（平成07年） | 6,352.5          | 2,325,000      | 3,078,000      |
| 1996年（平成08年） | 6,572.6          | 2,399,000      | 3,276,000      |
| 1997年（平成09年） | 6,561.6          | 2,395,000      | 3,345,000      |
| 1998年（平成10年） | 6,591.8          | 2,406,000      | 3,439,000      |
| 1999年（平成11年） | 6,510.9          | 2,383,000      | 3,465,000      |
| 2000年（平成12年） | 6,545.2          | 2,389,000      | 3,435,000      |
| 2001年（平成13年） | 6,282.2          | 2,293,000      | 3,640,000      |
| 2002年（平成14年） | 5,701.4          | 2,081,000      | 3,395,000      |
| 2003年（平成15年） | 5,456.3          | 1,997,000      | 3,314,000      |
| 2004年（平成16年） | 5,227.4          | 1,908,000      | 3,248,000      |
| 2005年（平成17年） | 5,156.2          | 1,882,000      | 3,247,000      |
| 2006年（平成18年） | 5,186.3          | 1,893,000      | 3,245,000      |
| 2007年（平成19年） | 5,210.4          | 1,907,000      | 3,005,000      |
| 2008年（平成20年） | 5,219.2          | 1,905,000      | 3,217,000      |
| 2009年（平成21年） | 5,060.3          | 1,847,000      | 3,073,000      |
| 2010年（平成22年） | 5,084.9          | 1,856,000      | 3,087,000      |
| 2011年（平成23年） | 5,065.6          | 1,854,000      | 3,105,000      |
| 2012年（平成24年） | 5,167.1          | 1,886,000      | 3,169,000      |
| 2013年（平成25年） | 5,274.0          | 1,925,000      | 3,249,000      |
| 2014年（平成26年） | 5,268.5          | 1,923,000      | 3,264,000      |
| 2015年（平成27年） | 5,448.1          | 1,994,000      | 3,318,000      |
| 2016年（平成28年） | 5,484.9          | 2,002,000      | 3,351,000      |
| 2017年（平成29年） | 5,520.5          | 2,015,000      | 3,396,000      |
| 2018年（平成30年） | 5,520.5          | 2,015,000      | 3,456,000      |
| 2019年（令和元年） | 5,478.1          | 2,005,000      | 3,450,000      |
| 2020年（令和02年） | 4,347.9          | 1,587,000      | 2,667,000      |
| 2021年（令和03年） | 4,517.8          | 1,649,000      | 2,710,000      |
| 2022年（令和04年） | 4,865.8          | 1,776,000      | 2,950,000      |

## 駅周辺
- 紙屋町シャレオ（直結）
- 至近：広島バスセンター、そごう、基町クレド・パセーラ、リーガロイヤルホテル広島、広島市立広島市民病院（以上直結）、広島県庁舎、広島県立総合体育館（グリーンアリーナ）
- 徒歩数分：広島平和記念公園、原爆ドーム、広島城、護国神社、旧広島市民球場跡、エディオンピースウイング広島
- 広島電鉄本線・宇品線 紙屋町東電停・紙屋町西電停
  - 1号線：広島駅・八丁堀方面 - 紙屋町東電停 - 本通 - 市役所前・広電本社前・広島港方面
  - 2号線：広島駅・八丁堀方面 - 紙屋町東電停 - 紙屋町西電停 - 十日市町・広電西広島・広電宮島口方面
  - 6号線：広島駅・八丁堀方面 - 紙屋町東電停 - 紙屋町西電停 - 十日市町・江波方面
  - 3号線：広電本社前・市役所前方面 - 本通 - 紙屋町西電停 - 十日市町・広電西広島方面
  - 7号線：広島港・広電本社前・市役所前方面 - 本通 - 紙屋町西電停 - 十日市町・横川駅方面

## バス路線
県庁前駅の周辺には広島バスセンターや紙屋町電停、県庁前バス停などがある。
23 紙屋町（県庁前） バス停（鯉城通り沿い南行き 八丁堀方面）
- 21号線（広島バス） 八丁堀・広島駅方面
- 23号 横県線（広島バス） 八丁堀・大学病院方面
- 27号 中山線（広島バス） 八丁堀・広島駅方面

24 県庁前バス停（鯉城通り沿い南行き 方面）
- 2号線（広電バス） 八丁堀・広島駅方面
- 4号線（広電バス） 八丁堀・広島駅方面
- 7号線（広電バス） 市役所前・東雲方面

県庁前（おりば）バス停（広島県庁舎北側）
- 2号線,4号線（広電バス） 降車専用

25 紙屋町（基町クレド前）バス停（鯉城通り沿い北行き）
- 21号線（広島バス） エディオンピースウイング広島方面
- 23号 横県線（広島バス） 横川駅方面
- 27号線（広島バス） 降車専用

ひろしま美術館前（市民病院前） バス停（鯉城通り沿い南行き）
- めいぷる〜ぷ レモンルート・オレンジルート（JRバス中国） 平和公園前方面

市民病院前 バス停（鯉城通り沿い南行き）
- 23号 横県線（広島バス） 八丁堀・大学病院方面

## その他
- 駅スタンプには広島グリーンアリーナが描かれている。

## 隣の駅
広島高速交通
■広島新交通1号線（アストラムライン）
本通駅 - 県庁前駅 - 城北駅